# 小行星4287
小行星4287（英語：4287 Trisov）是一颗围绕太阳公转的小行星。1989年9月7日，安東寧·姆爾科斯在克列特发现了此天体。
这颗小行星的绝对星等为257.34125等。